# Quentin Robinot
Quentin Robinot est un pongiste français né le 7 janvier 1993.

## Biographie
Il s’entraîna dans sa jeunesse au club de Maisons-Alfort dans le Val-de-Marne. 
Membre de l'équipe de France junior de tennis de table, il crée la surprise en remportant le 19 juillet 2009, le titre de champion d'Europe junior de tennis de table après avoir remporté la mise en équipe. Il est le premier français à remporter cette compétition.  
Classé 460e joueur mondial en 2009, le niveau de jeu qu'il démontre fait de lui un des meilleurs joueurs de sa catégorie. Il atteint la 54e place mondiale en catégorie des moins de 21 ans en novembre 2010.
En 2009, il quitte le club de Maisons-Alfort et signe pour le club de la VGA Saint-Maur où il évoluera en Championnat de France Pro B de tennis de table, soit la deuxième division française, aux côtés de pointures telles que Yang Chen.
En 2010, il signe pour le club d'Istres où il évoluera en championnat de France pro A. Le 16 mai 2010, il devient champion de France junior à la Roche sur Foron en battant en finale Romain Lorentz 11-9 au septième set après avoir éliminé Thomas Lebreton 4-1 en 1/2 finale.
En 2011, il est à nouveau sacré champion de France junior, le 29 mai 2011 à Alençon, grâce à une victoire sur Simon Gauzy, 197e place du classement mondial, 4-3 en finale puis remporte le tournoi nommé Top 10 européen junior vainquant encore Simon Gauzy 4-1, ce qui le fit accéder à la 195e place du classement mondial.
Il participe ensuite aux championnats du monde de tennis de table 2011.
La même année, il devient no 1 européen junior (no 6 mondial junior) et no 127 mondial en senior.
À noter que ce jeune joueur est le premier français de l'Histoire à battre Ma Lin lors du Challenge Européen en 2011.
Lors des championnats d'Europe jeunes 2011 qui se disputaient à Kazan (Russie), il remporte le titre par équipe des juniors avec ses compatriotes Romain Lorentz, Simon Gauzy, Tristan Flore et Enzo Angles puis échoue en finale en individuel contre Tristan Flore. Il était tenant du titre en individuel et a battu Simon Gauzy en demi-finale (4-2). Enfin, pour couronner le tout, il remporte un 3e titre en double avec Simon Gauzy, en battant en finale la paire Angles-Flore pour une troisième finale 100 % tricolore.
Il remporte la médaille de bronze de l'épreuve par équipes des Mondiaux juniors à Manama avec Tristan Flore et Simon Gauzy.
Son frère Alexandre Robinot a été sacré champion de France en 2018. 
Il rejoint pour la saison 2020/2021 le club de AS Pontoise-Cergy TT où il évolue au côté de Tristan Flore, Adrien Mattenet, Patrick Baum et Yujia Zhai. 
En 2022, il signe au club de Sokah Hoboken en Belgique pour disputer le titre de Champion de Belgique
En mars 2025, à l'occasion des championnats de France  à Levallois, il annonce mettre un terme à sa carrière au niveau national français. Il continue cependant à jouer dans le championnat belge professionnel.

## Palmarès[9]

### 2009
- Champion d’Europe junior en simple
- Champion d’Europe juniors par équipes

### 2010
- Vice-champion du Monde en double junior avec Simon Gauzy
- Champion d’Europe juniors par équipes
- Champion de France juniors

### 2011
- Vice-champion du Monde en double junior avec Simon Gauzy

- Médaille de bronze en simple aux championnats du Monde juniors
- Médaille de bronze par équipes aux championnats du Monde juniors

- Vainqueur du top 10 européen jeunes
- Champion d’Europe juniors par équipes
- Vice-champion d’Europe juniors
- Champion de France juniors

### 2013
- Quart de finaliste en simple aux championnats d’Europe

### 2016
- Quart de finaliste aux championnats du Monde par équipe

### 2017
- Vice-champion de France en double messieurs

### 2020
- Champion de France en double messieurs
- Médaillé de bronze en double mixte aux Championnats de France
- Vice-champion de France en simple messieurs